# Pierre Péan
Pour les articles homonymes, voir Péan.
Pierre Péan, né le 5 mars 1938 à Sablé-sur-Sarthe et mort le 25 juillet 2019 à Argenteuil, est un journaliste d'enquête et essayiste français.

## Biographie

### Origines et débuts
Pierre Péan est le fils d’Eugène Péan, coiffeur à Sablé-sur-Sarthe, et d'Alice Gougeon, son épouse. Sa famille, cependant, est originaire de l'est de la Loire-Atlantique et des territoires tout proches, de la Mayenne et du Maine-et-Loire. Il  étudie le droit, section sciences économiques, à Angers. C'est là qu'il fait partie de l'équipe électorale de Jean Turc, maire de la ville membre du parti Indépendants et Paysans (droite). En 1958, il est également aux côtés de Joël Le Theule, maire de Sablé-sur-Sarthe, qui deviendra député et ministre gaulliste. Puis il continue ses études à Sciences Po et parvient à éviter le service militaire en Algérie. Il effectue seulement son service national, au titre de la coopération, de 1962 à 1964 au Gabon.
En 1960, il est attaché de cabinet d'Henri Rochereau, ministre de l'Agriculture dans le gouvernement de Michel Debré.
Il assiste à la tentative de coup d'État militaire contre le président Léon Mba. Il gardera de cette période un réseau de relations parmi les élites gabonaises.

### Journaliste d'initiative
À partir de 1968, il devient journaliste, tout d'abord pour l'Agence France-Presse jusqu'en octobre 1970, avant de partir à L'Express de Françoise Giroud enquêter sur le premier choc pétrolier, les dossiers de l'OPEP, les services secrets et le Moyen-Orient.
En 1974, il est recruté par le Nouvel Économiste, après son premier livre, puis par Le Canard enchaîné, où il suit l'affaire des Avions renifleurs, débutée en mai 1976 et publie le premier article sur l'« affaire des diamants », impliquant le président Valéry Giscard d'Estaing, révélée en octobre 1979 par l'hebdomadaire satirique Le Canard enchaîné. Il obtient son premier grand succès éditorial avec Affaires africaines (1983) où il dénonce les réseaux mis en place par Jacques Foccart, notamment au Gabon.
Par la suite, il collabore à différents journaux (Libération, Actuel, Le Canard enchaîné) en tant que pigiste extérieur, en choisissant ses sujets, et publie au rythme d'environ un livre par an.
En 1989, s'opposant à un projet immobilier dans la commune de Bouffémont (Val-d'Oise), où il réside depuis le début des années 1970, il conduit une liste politique alternative mêlant des militants écologistes et d'extrême gauche contre le maire sortant socialiste.
Entre 2008 et 2010, il est conseiller municipal à Maumusson (Loire-Atlantique), où il possède une propriété à partir de 2001.
Il meurt à l'âge de 81 ans, le 25 juillet 2019, à l’hôpital d'Argenteuil (Val-d'Oise),. Il est enterré au cimetière de Bouffémont.

### Publications et accueil médiatique
Il a publié plus de quarante ouvrages depuis 1975. Certains ont été des succès, comme TF1, un pouvoir, écrit en collaboration avec Christophe Nick, ou l'Argent noir ou encore Une jeunesse française – François Mitterrand, 1934-1947 — son plus gros succès en librairie —, dans lequel il révèle que le président socialiste a reçu la décoration de l'ordre de la Francisque des mains du maréchal Pétain. Il a ensuite regretté certaines interprétations parues dans la presse, qu'il juge contraires à sa démonstration et beaucoup trop sévères pour François Mitterrand. Il s'en est expliqué dans Dernières volontés, derniers combats, dernières souffrances.
Il s'est particulièrement intéressé, sans s'y limiter, aux scandales politiques (articles sur l'« affaire des diamants » de Giscard pour Le Canard enchaîné ; Affaires africaines, sur le Gabon, pays symbole des relations franco-africaines souterraines et affairistes ; V, sur l'affaire des Avions renifleurs ; L'Argent noir, sur la corruption dans les pays du Sud) et aux affaires étouffées (Manipulations africaines, sur l'attentat contre l'avion d'UTA). Son essai biographique sur Jacques Foccart lui a valu un procès, qu'il a gagné.
Depuis le début des années 1990, il a diversifié ses enquêtes. Certaines portent sur des sujets historiques et non plus d'actualité : Le Mystérieux Docteur Martin, biographie de Henri Martin, l'un des plus grands comploteurs français du XXe siècle, lié à la Cagoule et aux activistes de l'Algérie française ; L'Extrémiste, sur le Suisse François Genoud, exécuteur testamentaire d'Adolf Hitler et financier de certains groupes terroristes ; La Diabolique de Caluire, sur la dénonciation de Jean Moulin ; Main basse sur Alger, ouvrage consacré aux motifs secrets de l'expédition contre Alger, en 1830.
Ses ouvrages lui ont valu de vives réponses de la part de certaines personnes visées, et des commentaires élogieux dans une partie de la presse. Christine Mital écrit dans Le Nouvel Observateur du 15 mars 2001 à son propos : « Il se veut enquêteur. Et enquêteur seulement. Disons qu'en tout cas il appartient à une espèce rare : celle qui prend du temps avant d'écrire. […] Péan […] n'a jamais dérogé à sa méthode. »
Lui-même ne se qualifie pas de journaliste d'investigation, selon lui une francisation venue du scandale du Watergate, ni comme journaliste d'enquête, car il reproche à la plupart de ces journalistes de relayer des enquêtes faites par le système judiciaire ou d'être manipulées par des personnes qui leur apportent des informations, mais plutôt comme un journaliste d'initiative, amorçant sa propre recherche.
Dans un article publié en septembre 2002 par Le Monde diplomatique, Pierre Péan cite un article qu'il attribue au journaliste israélien Amir Oren, selon lequel le massacre de Sabra et Chatila (Liban, 1982) aurait été planifié par les Israéliens. Selon une enquête publiée en janvier 2008 par L'Arche, cette citation est un faux. Pierre Péan n'a jamais tenté de justifier ses affirmations. De son côté, Le Monde diplomatique a publié en mai 2008 une note précisant que « Vérification faite, à partir d’une traduction complète de l’article en question réalisée par notre collaboratrice et traductrice Rita Sabah, aucune phrase de l’article ne permet en effet d’écrire que « les massacres faisaient partie d’un plan décidé entre M. Ariel Sharon et Béchir Gemayel ». Oren y souligne, en revanche, le caractère étroit et opérationnel de l’alliance conclue, à l’époque des événements, entre Ariel Sharon et Bachir Gemayel. S’il exclut que le ministre israélien de la défense ait convenu avec le chef phalangiste de massacrer les civils de Sabra et Chatila, il laisse entendre que, connaissant les pratiques courantes de ses alliés, il a pris sciemment le risque d’une tuerie. »
En 2003, il publie avec Philippe Cohen La Face cachée du Monde, livre d'investigation qui critique le fonctionnement du journal français Le Monde, et plus particulièrement celui de sa direction tripartite de l'époque, composée de Jean-Marie Colombani, Edwy Plenel et Alain Minc. Le livre connaît un succès commercial atteignant plus de 200 000 exemplaires vendus au total avant qu'au terme d'une procédure de médiation, les auteurs n'acceptent de ne procéder à aucun retirage du livre.
En février 2009, la publication d'un livre d'enquête critique sur Bernard Kouchner, Le Monde selon K., déclenche une polémique nationale.
En 2017, le tribunal correctionnel de Paris condamne Pierre Péan pour diffamation contre le président gabonais Ali Bongo pour son ouvrage Nouvelle affaires africaines, mensonges et pillages du Gabon. L'auteur se satisfait cependant du verdict, son avocate notant que Pierre Péan a été condamné pour des détails concernant une tentative d'assassinat sur un opposant gabonais et que « toutes les demandes de publication » du verdict d'Ali Bongo ont été rejetées par le tribunal.

### Françafrique
Pour le quotidien belge Le Soir, Pierre Péan « fut le premier à dénoncer la Françafrique », son livre de 1983 Affaires africaines étant une « enquête sur la Françafrique », qui lui valut des menaces de mort, les foudres d'Omar Bongo, un cambriolage de sa maison, une bombe explosant devant son garage et une camionnette lui fonçant dessus.

## Livres

### Noires fureurs, blancs menteurs
Son ouvrage Noires fureurs, blancs menteurs. Rwanda, 1990-1994 est consacré aux accusations portées contre la politique française au Rwanda, qu'il s'attache à réfuter, et aux accusateurs, à qui il attribue des liens avec le Front patriotique rwandais (FPR).
Dans cet ouvrage de 544 pages, publié en novembre 2005, Pierre Péan entend mettre un terme à l'ensemble des accusations, injustes selon lui, formulées à l'encontre de la France, de sa politique au Rwanda entre 1990 et 1994, et à l'encontre de l'armée française. L'auteur affirme s'appuyer sur une enquête approfondie et l'accès à des documents inédits pour établir les points suivants :
- le Front patriotique rwandais est à l'origine de l'attentat du 6 avril 1994[23] ;
- c'est cet attentat qui est l'élément déclencheur du génocide[24] ;
- les dirigeants du FPR, et son leader Paul Kagame, l'ont déclenché en toute connaissance de cause[25] ;
- la Mission parlementaire française ne s'est pas suffisamment intéressée à l'attentat[26] ;
- les Tutsi ont formé une « culture du mensonge »[27] ;
- François Mitterrand et le gouvernement français ont fait tout ce qui était en leur pouvoir pour empêcher cette tragédie [réf. nécessaire] ;
- certaines associations, dont notamment l'association Survie, qui critiquent l'action de la France sont manipulées par le gouvernement de Paul Kagame et ont constitué un lobby efficace qui a trompé l'opinion française et internationale. RFI aurait joué un rôle significatif dans ce domaine[28] ;
- certains activistes, comme Jean Carbonare et Gérard Sadik, ont trompé l'opinion publique[29].

Pierre Péan revient sur ces événements dans son livre Carnages (2010) et souligne le rôle de la diplomatie américaine au Rwanda. Selon lui les États-Unis bloqueraient toute tentative d'enquête sur les auteurs de l'attentat du 6 avril 1994.
Le livre a fait l'objet de nombreuses critiques, et d'une plainte pour « provocation à la haine raciale » de la part de SOS Racisme et de l'association Ibuka (Pierre Péan a été relaxé en première instance,,, et en appel le 20 novembre 2009). En novembre 2011, la Cour de cassation a définitivement débouté ces associations.
Pierre Péan était accusé par ses détracteurs d'avoir écrit un livre « sur commande » juste pour minimiser les responsabilités françaises dans le génocide des Tutsi au Rwanda[réf. nécessaire]. Cette interprétation semble soutenue par le quotidien La Libre Belgique (1er décembre 2005), qui, lui-même, est accusé de partialité par M. Péan dans son livre. Pour RFI, rien ne justifie les mises en cause de la Radio par Pierre Péan (qu'il a présentée comme un « lobby » du FPR). Pour sa part, le président du Conseil national de l'Église réformée de France s'est élevé contre les critiques de Pierre Péan et lui renvoie l'accusation de « désinformation ».
Sur le site Conspiracy Watch, Rudy Reichstadt explique que le contenu du rapport du juge Trévidic sur l'attentat contre le président Habyarimana annihile la théorie de Péan sur le « complot tutsi ».
Dans la tribune de Libération du 7 avril 2016, Raphaël Glucksmann, en stigmatisant le « fiasco moral et géopolitique de la Françafrique » au Rwanda, qualifie Pierre Péan du « plus actif des révisionnistes ». Quant au journaliste d'investigation Jean-François Dupaquier,, il épingle Pierre Péan comme « le polémiste affairé à laver François Mitterrand et son équipe de toute accusation d'avoir trempé dans la préparation du génocide des Tutsi ».

### Le Monde selon K
Dans ce livre publié en février 2009, Pierre Péan a enquêté sur Bernard Kouchner, ministre des Affaires étrangères à l'époque de la parution du livre. Comme l'explique Péan dans le premier chapitre de ce livre très polémique, c'est à propos du Rwanda et de la nouvelle politique menée par Kouchner à l'égard de ce pays depuis que ce dernier est au Quai d'Orsay que lui, Péan, s'est vraiment intéressé à Kouchner. De fait, après une centaine de pages mettant en lumière les aspects les moins reluisants de l'ensemble de la carrière de Kouchner, une petite centaine de pages est consacrée au Rwanda.
Le chapitre 10 du livre concerne la journaliste Christine Ockrent en même temps directrice de France Monde et compagne du ministre des Affaires étrangères. Le chapitre 11 répond à l'intention exprimée dans le premier chapitre d'analyser le « sansfrontiérisme » de Kouchner et « son vrai rapport à la France ». Dans ce onzième chapitre, Péan tente de montrer que la « vision du monde » commune de Kouchner et de Bernard-Henri Lévy, qui se réclame du droit d'ingérence est en fait identique à celle des néoconservateurs américains. Les valeurs gaullistes de l'indépendance nationale seraient « honnies » par les deux hommes « au nom d'un cosmopolitisme anglo-saxon, droit-de-l'hommiste et néolibéral, fondements de l'idéologie néoconservatrice que nos nouveaux philosophes ont fini par rallier ».
Enfin, dans le dernier chapitre, Péan met en lumière des informations concernant l'activité de consultant exercée par Kouchner entre 2002 et 2007 et rémunérée assez grassement. Des contrats de consultanat ont ainsi existé avec le Gabon et la République du Congo. L'auteur précise que le président de la République Nicolas Sarkozy ignorait les activités africaines de son futur ministre lors de sa nomination. Finalement, selon Le Monde, « l'ouvrage est principalement une attaque en règle de la politique de Bernard Kouchner, sur fond de désaccord idéologique majeur exprimé par l'écrivain, en particulier sur le génocide des Tutsi au Rwanda » qui occupe en effet une partie du livre, mais pas autant que ce qui concerne les relations commerciales de Kouchner avec des dictateurs africains.
La polémique éclate, un certain nombre de personnalités taxant Pierre Péan de manière plus ou moins voilée d'antisémitisme, pour avoir utilisé les termes « cosmopolitisme » et « affairisme ». Michel-Antoine Burnier, ami et biographe de Kouchner, attaque le premier le 3 février 2009 en évoquant « des relents nauséabonds », suivi de Bernard-Henri Lévy, puis Philippe Val (sur Canal+ ou à France Inter). Le 4 février, le ministre a réagi, en utilisant la même attaque, dans Le Nouvel Observateur, ce qui a déclenché une polémique médiatique au cours de laquelle Philippe Cohen s'émeut de cette attaque généralisée pour discréditer Péan. Le fait est que Bernard Kouchner a utilisé l'accusation d'antisémitisme en prétendant avoir été qualifié par Pierre Péan de représentant de « l'Antifrance », ce qui n'est pas dans le livre.[réf. nécessaire]
La presse étrangère (The Guardian, The Independent, The Washington Post) se fait l'écho des accusations portées contre Bernard Kouchner.
Sur l'échiquier politique, la droite prend le parti du ministre des Affaires étrangères tandis que la gauche hésite.

## Œuvres

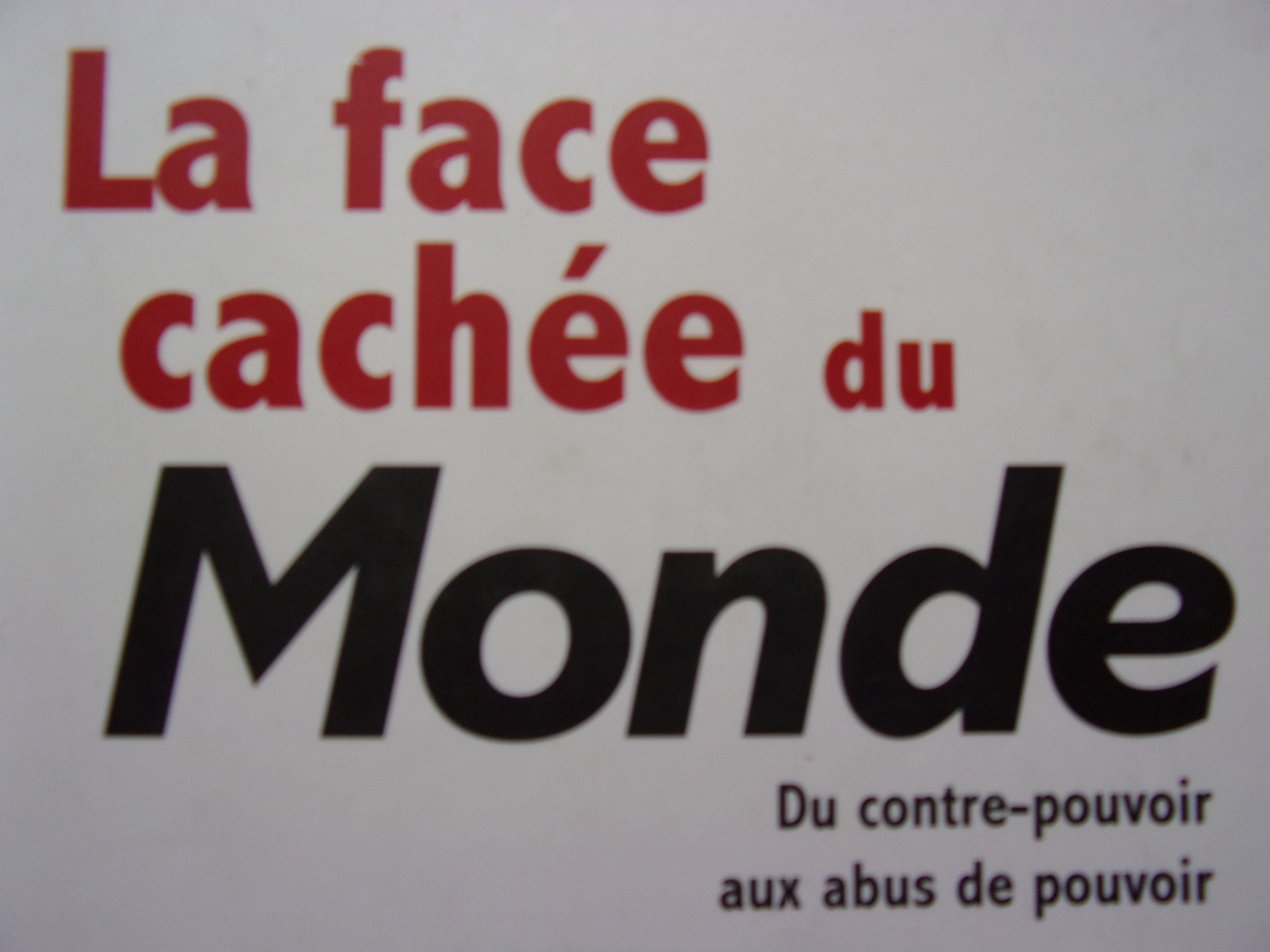
Couverture de La Face cachée du Monde.

### Années 1970-1980
- La Troisième Guerre mondiale (avec une préface de Jean-Pierre Vigier), éditions Calmann-Lévy, coll. « Questions d'actualité », Paris, 1974, [pas d'ISBN]. – Réédition revue et augmentée, sous le titre « Pétrole, la troisième guerre mondiale », éditions Club français du livre, coll. « Le Club pour lui », Paris, 1975, 252 p., [pas d'ISBN].
- Après Mao, les managers, éditions Fayolle, coll. « Intervalle », Paris, 1977, 188 p.,  (ISBN 2-86221-002-1). Enquête sur la Chine.
- Bokassa Ier, éditions Alain Moreau, « Collection dirigée par Jean Picollec », Paris, 1977, 196 p. + 6 p. de planches illustrées, [pas d'ISBN].
- Avec Jean-Pierre Séréni, Les Émirs de la République : l'aventure du pétrole tricolore, éditions du Seuil, Paris, 1982, 224 p.,  (ISBN 2-02-006154-6).
- Les Deux Bombes : comment la France a donné la bombe à Israël et à l'Irak, éditions Fayard, Paris, 1982, 203 p.,  (ISBN 2-213-01133-8). Réédité en 1991.
- Affaires africaines, éditions Fayard, Paris, 1983, 340 p.,  (ISBN 2-213-01324-1).
- V : enquête sur l'affaire des avions renifleurs et ses ramifications proches ou lointaines, éditions Fayard, Paris, 1984, 265 p.,  (ISBN 2-213-01450-7).
- Secret d'État : la France du secret, les secrets de la France, éditions Fayard, Paris, 1986, 365 p.,  (ISBN 2-213-01840-5).
- Les Chapellières : Une terre, deux destins en pays Chouan, éditions Albin Michel, Paris, 1987, 359 p.,  (ISBN 2-226-02835-8). Sur Jean Terrien et Jacques Defermon.
- La Menace, Paris, Fayard, 1987, 306 p. (ISBN 2-213-02087-6, présentation en ligne). Sur l'Iran et la guerre du Liban.
- L'Argent noir : corruption et sous-développement, éditions Fayard, Paris, 1988, 278 p.,  (ISBN 2-213-02204-6).

### Années 1990
- L'Homme de l'ombre : éléments d'enquête autour de Jacques Foccart, l'homme le plus mystérieux et le plus puissant de la Ve République, éditions Fayard, Paris, 1990, 585 p.,  (ISBN 2-213-02631-9).
- Les Deux Bombes : ou comment la guerre du Golfe a commencé le 18 novembre 1975, éditions Fayard, Paris, 1991, XIV-198 p.,  (ISBN 2-213-02744-7). Nouvelle édition de l'ouvrage paru en 1982. La date fait référence à l'accord concernant Osirak.
- Vol UT 772 : contre-enquête sur un attentat attribué à Kadhafi, éditions Stock, coll. « Au vif », Paris, 1992, 327 p.,  (ISBN 2-234-02486-2).
- Le Mystérieux Docteur Martin (1895-1969), éditions Fayard, Paris, 1993, 500 p.,  (ISBN 2-213-02784-6).
- Une jeunesse française : François Mitterrand (1934-1947), éditions Fayard, Paris, 1994, 615 p.-16 p. de planches illustrées,  (ISBN 2-213-59300-0).
- L'Extrémiste : François Genoud, de Hitler à Carlos, éditions Fayard, Paris, 1996, 424 p.-16 p. de planches illustrées,  (ISBN 2-213-59615-8).
- Avec Christophe Nick, TF1, un pouvoir, éditions Fayard, Paris, 1997, 695 p.,  (ISBN 2-213-59819-3).
- Vies et morts de Jean Moulin : éléments d'une biographie, éditions Fayard, Paris, 1998, 715 p.-16 p. de planches illustrées,  (ISBN 2-213-60257-3).
- La Diabolique de Caluire, éditions Fayard, Paris, 1999, 261 p.-20 p. de planches illustrées,  (ISBN 2-213-60402-9).
- Avec Richard Labévière, Bethléem en Palestine, éditions Fayard, Paris, 1999, 321 p. + 12 p. de planches illustrées,  (ISBN 2-213-60510-6).

### Années 2000
- Manipulations africaines : l'attentat contre le DC 10 d'UTA, 170 morts, éditions Plon, Paris, 2001, 290 p.-32 p. de planches illustrées,  (ISBN 2-259-19319-6). – Sous-titré : « qui sont les vrais coupables de l'attentat du vol UTA 772 ? ». – Voir : Les preuves trafiquées du terrorisme libyen, 2001.
- Dernières volontés, derniers combats, dernières souffrances, éditions Plon, Paris, 2002, 328 p.,  (ISBN 2-259-19495-8). Consacré à François Mitterrand
- Avec Philippe Cohen, La Face cachée du Monde: du contre-pouvoir aux abus de pouvoir, éditions Mille et une nuits, Paris, 2003, 631 p.,  (ISBN 2-84205-756-2).
- Collabore à Guy Vadepied, Marcel Dassault ou les ailes du pouvoir, éditions Fayard, Paris, 2003, 473 p.,  (ISBN 2-213-61337-0).
- Main basse sur Alger : enquête sur un pillage, juillet 1830, éditions Plon, Paris, 2004, 271 p.-12 p. de planches illustrées,  (ISBN 2-259-19318-8).
- Noires fureurs, blancs menteurs : Rwanda, 1990-1994, éditions Mille et une nuits, Paris, 2005, 544 p.,  (ISBN 978-2-84205-929-3), voir présentation  : Noires fureurs, blancs menteurs
- L'Accordéon de mon père : une enquête intime (avec une postface de Jean Grégor), éditions Fayard, Paris, 2006, 306 p. + 8 p. de planches illustrées,  (ISBN 978-2-213-63026-7).
- Chirac, l'Inconnu de l'Élysée, éditions Fayard, Paris, 2007, 516 p.,  (ISBN 978-2-213-63149-3). – Initialement titré : « L'Inconnu de l'Élysée ».
- Une blessure française : les soulèvements populaires dans l'Ouest sous la Révolution, éditions Fayard, Paris, 2008, 325 p.,  (ISBN 978-2-213-63566-8).
- Le Monde selon K., une biographie critique de Bernard Kouchner, éd. Fayard, Paris, 2009, 323 p.,  (ISBN 2213643725 et 978-2213643724) : voir présentation, Le Monde selon K

### Années 2010-2020
- Carnages. Les guerres secrètes des grandes puissances en Afrique, édition Fayard, 570 p., 2010. Enquête sur le rôle des États-Unis, de la Grande-Bretagne et d'Israël dans les guerres africaines, notamment sur les théories de génocide au Rwanda et au Darfour.
- La République des mallettes : Enquête sur la principauté française de non-droit, éditions Fayard, septembre 2011: à propos de nombreux témoignages sur le financement occulte de la vie politique surtout autour l'affairiste Alexandre Djouhri, "un des hommes les plus puissants de la République", lié à Charles Pasqua, puis ami de Dominique de Villepin, puis se rapprochant de Nicolas Sarkozy.
- Manipulations, une histoire française, France Télévision, novembre 2011 : 6 épisodes de 52 minutes, réalisé par Jean-Robert Viallet, produit par Christophe Nick, écrit par Pierre Péan et Vanessa Ratignier ; narration Emmanuelle Yacoubi.
- Avec Philippe Cohen, Le Pen : Une histoire française, éditions Robert Laffont, 2012, 548 p.,  (ISBN 2221123832 et 978-2221123836)
- Kosovo : Une guerre « juste » pour un État mafieux, éditions Fayard, 2013, 506 p.,  (ISBN 2213651353 et 978-2213651354)
- Une France sous influence, avec Vanessa Ratignier, éditions Fayard, 2014, 484 p.,  (ISBN 221367826X et 978-2213678269). Enquête sur la relation France-Qatar[62]
- Nouvelles affaires africaines : Mensonges et pillages au Gabon, éditions Fayard, 2014
- Compromissions, éditions Fayard, 2015. Le bandeau porte La République et la mafia corse.
- Jean Moulin, l'ultime mystère, avec Laurent Ducastel, éditions Albin Michel, Paris, 2015, 250 p.,  (ISBN 978-2-226-31916-6).
- L'autre Chirac, éditions Fayard, Paris, 2016, 544 p.,  (ISBN 978-2818504291).
- Ma petite France. Chronique d'une ville ordinaire sous l'Occupation, Albin Michel, 2017, 310 p.
- Mémoires impubliables, éditions Albin Michel, Paris, 2020, 672 p.  (ISBN 978-2-226-44809-5)[63].

## Distinctions
- 2013 :  Chevalier de la Légion d'honneur[64]